# NGC 6959
NGC 6959 este o galaxie situată în constelația Vărsătorul. A fost descoperită în 22 septembrie 1884 de către Guillaume Bigourdan⁠(d). Se află la o distanță de 52,58 de megaparseci de Pământ.